# Halberstadt
Halberstadt este un oraș din landul Saxonia-Anhalt, Germania. Orașul este situat în nordul Harzului. Centrul orașului a fost distrus la 8 aprilie 1945 printr-un raid aerian la peste 80%. După aceea, a fost reconstruit sau reconstruit timp de decenii.

## Geografie
Halberstadt este situat la aproximativ 20 de kilometri nord de Harz la Holtemme și la Goldbach. În partea de nord a orașului se află Muntele Huy cu mănăstirea Huysburg, la est Magdeburger Börde, iar în sud Spiegelberge, Thekenberge și Klusberge. Halberstadt este cel mai mare oraș din districtul Harz, cu aproximativ 43.000 de locuitori.

### Clima
Orașul este situat în zona temperată. Precipitațiile medii anuale din Halberstadt sunt 532,8 milimetri. Cele mai multe precipitații scad în iunie cu o medie de 66,9 milimetri, cel mai scăzut în februarie, cu o medie de 32,1 milimetri.

## Biserici
Parohia protestant-luterană Halberstadt aparține Bisericii evanghelice din Germania Centrală. Aceasta include în Halberstadt Catedrala Sf. Ștefan, precum și bisericile Sf. Ioan, Liebfrauen, Sf. Martini și Sf. Moritz. De asemenea, capela Cecilienstift și seminarul de muzică bisericească Halberstadt.
Locuitorii catolici din Halberstadt aparțin Diecezei de Magdeburg. În Halberstadt există parohia Sf. Burchard cu biserica parohială Sf. Katharina u. Barbara, Biserica Sf. Andrei și bisericile catolice din Adersleben, Gröningen și Langenstein. La biserica Sf. Andrei este o mănăstire franciscană, la biserica Sf. Ecaterina și Barbara este o mănăstire a carmelitelor Sfintei Inimi a lui Isus.

## Personalități născute aici
- Claudia Wunderlich (n. 1956), handbalistă.